# カーリー・ウォパット
カーリー・ウォパット（Carly Anelalani Wopat、1992年10月13日 - ）は、アメリカ合衆国の女子バレーボール選手である。

## 来歴
ロサンゼルス出身。ゴリータ市のドス・プエブロス高等学校（英語版）に入学しバレーボールを始める。と同時にサンタバーバラバレーボールクラブに加入しトレーニングに励んだ。同クラブ在籍時には、合衆国ユース及びジュニア代表に選出され、2008年U-18北米選手権優勝や2011年U-20北米選手権優勝など輝かしい戦績を残した。2010年からスタンフォード大学に進学し、NCAA女子バレーボール選手権ではファーストチーム（ベスト6）に2度選出されている。
2014年にフランスリーグのRCカンヌと契約しプロ選手となった。同年、カンヌはリーグ優勝を果たす。翌シーズンはトルコリーグのハルクバンク・アンカラに移籍した。2016年、合衆国女子代表となり、サントドミンゴで開催されたパンアメリカンカップに出場し銅メダルを獲得した。
2016年9月13日、自身のツイッターでV・プレミアリーグの東レアローズに入団することを公表し、東レは同月16日に公式webサイトで入団を発表した。
2017/18シーズンは中国リーグの北京自動車に所属した。
2018年以降はビーチバレー選手として活動している。

## 私生活
カーリーには双子の妹・サマンサがおり、サンタバーバラVC、スタンフォード大学と同じ道を歩んだバレーボール選手であったが、2012年3月25日に不審死した。

## 球歴
- ユース代表（2008-2009年）
- ジュニア代表（2010-2011年）
- シニア代表（2016年-）
  - パンアメリカンカップ - 2016年（銅メダル）

## 受賞歴
- 2017年 - 2016/17Vプレミアリーグ スパイク賞

## 所属チーム
- サンタバーバラVC（2006-2010年）
- スタンフォード大学カ－ジナル（2010-2013年）
- RCカンヌ（2014-2015年）
- ハルクバンク・アンカラ（2015-2016年）
- 東レアローズ（2016-2017年）
- Beijing Qiche Nuzi Paiqiu Julebu（2017-2018年）